# 정선 필 육상묘도
정선 필 육상묘도(鄭敾 筆 毓祥廟圖)는 조선 후기 진경산수화의 거장 겸재 정선이 서울 궁정동에 있는 육상묘와 배경을 이루고 있는 백악산을 그린 것이다. 1986년 10월 15일 대한민국의 보물 제873호로 지정되었다.

## 개요
육상묘는 숙종의 후궁이자 영조의 어머니인 숙빈 최씨의 신주를 모시기 위해 영조 6년에 세운 것으로 처음에는 숙빈묘라 하던 것을 1744년에 육상묘로 그 이름이 바뀌었으며 이 작품이 제작된 후인 1753년에는 육상궁으로 불렸다.
작품의 상단에는 육상묘를 세우기 위해 임시로 설치되었던 부묘도감에 관여했던 18명의 관원들에 대해 적은 부묘도감좌목이 쓰여 있고, 하단에는 초가로 된 육상묘와 백악산이 겸재화풍으로 그려져 있다.
이러한 형식은 상단에 전서체로 제목을 쓰고 중단에 산수를 배경으로 한 행사장면의 그림을 그려 넣고 하단에는 참가자들의 명단과 신상에 대해 기록한 좌목을 쓰던 계회도의 삼단형식에서 착안하여 약간의 변형을 가한 것으로 보고 있다.
또한 작품의 왼쪽 상단에 기미중춘 겸재사라고 쓰여 있어 정선이 만 63세 때인 1739년 봄에 그린 그림임을 알 수 있다.
문화재 지정 당시 소유자 이재곤씨의 9대조로 당시 제용감판관이던 이광의가 작품 상단 좌목에 포함되어 있는 것으로 보아 이광의가 정선에게 의뢰하여 그리게 한 것으로 생각되며, 그 후 가전되어 온 것으로 보인다. 지금으로부터 250여 년 전 그림이나 상태는 비교적 좋은 편이다.

## 같이 보기
- 정선
- 육상궁 - 사적 제149호

## 참고 자료
- 정선 필 육상묘도 - 국가유산청 국가유산포털

 본 문서에는 서울특별시에서 지식공유 프로젝트를 통해 퍼블릭 도메인으로 공개한 저작물을 기초로 작성된 내용이 포함되어 있습니다.